# Mary Dee Vargas
Mary Dee Vargas Ley (7 de diciembre de 1996) es una deportista chilena que compite en judo.Fue la primera chilena en representar a a su país en esa disciplina en los Juegos Olímpicos, luego de competir en Tokio 2020.
Ganó una medalla en los Juegos Panamericanos de 2019 y seis medallas en el Campeonato Panamericano de Judo entre los años 2020 y 2025.
En mayo de 2024 clasificó directamente por ranking a los JJ.OO. de París 2024en la categoría -48 kilos. En ese certamen cayó en los dieciseisavos de final del judo frente a la española Laura Martínez. En paralelo a su carrera como deportista, estudia arquitectura en la Universidad Católica de Chile.

## Palmarés internacional
| Juegos Panamericanos    | Juegos Panamericanos    | Juegos Panamericanos | Juegos Panamericanos |
| Año                     | Lugar                   | Medalla              | Categoría            |
| ----------------------- | ----------------------- | -------------------- | -------------------- |
| 2019                    | Lima (Perú)             | Medalla de bronce    | –48 kg               |
| Campeonato Panamericano |                         |                      |                      |
| Año                     | Lugar                   | Medalla              | Categoría            |
| 2020                    | Guadalajara (México)    | Medalla de bronce    | –48 kg               |
| 2021                    | Guadalajara (México)    | Medalla de oro       | –48 kg               |
| 2022                    | Lima (Perú)             | Medalla de plata     | –48 kg               |
| 2023                    | Calgary (Canadá)        | Medalla de oro       | –48 kg               |
| 2024                    | Río de Janeiro (Brasil) | Medalla de oro       | –48 kg               |
| 2025                    | Santiago (Chile)        | Medalla de bronce    | –48 kg               |